# Kuyichi
Kuyichi is een Nederlands kledingmerk dat zich richt op het vervaardigen en verkopen van spijkerbroeken en andere kleding. Het bedrijf streeft hierbij naar maatschappelijk verantwoord ondernemen: eerlijke handel en duurzaamheid.

## Geschiedenis

### Voorgeschiedenis
Ontwikkelingsorganisatie Solidaridad, de initiatiefnemer van Max Havelaarkoffie, had in 1996 succesvol Oké-bananen in de supermarkt geïntroduceerd om daarmee de voedingsmarkt open te breken voor fruit uit ontwikkelingslanden dat duurzaam is geproduceerd. Vanwege de slechte productie-omstandigheden van de katoenteelt en kledingproductie had Solidaridad ook het plan opgevat om de kledingindustrie een signaal af te geven. Duurzame mode had destijds  een stoffig imago. Solidaridad wilde daarom bij voorkeur samenwerken met een bestaand bedrijf in de high fashion. Geen modepartij wilde echter aanhaken en Solidaridad nam het initiatief om een eigen kledingmerk op te zetten.

### Oprichting
Kuyichi werd in 2001 opgericht. Naast Solidaridad investeerden drie andere organisaties mee in de oprichting: Stichting Stimulans, Triodos Bank en de Association of Kuyichi Producers. De vier oprichtende organisaties bezaten elk 25% van de aandelen. De opstart bleek lastiger te verlopen dan ingeschat: het lanceren van een nieuw kledingmerk in een zeer competitieve markt was zeer moeilijk. Omdat er meer kapitaal nodig was, werden bijkomende investeerders gezocht. In 2008 stopte de Stichting Stimulans haar activiteiten. Anno 2009 waren de aandeelhouders Solidaridad (33%), Triodos (37%), ICCO (9%), PPM Stimulans (5%) en de Association of Kuyichi Producers (16%). Deze laatste is een vereniging van plaatselijke producenten-landbouwers. Ze hadden de aandelen slechts onrechtstreeks in handen: de Nederlandse organisatie voor ontwikkelingssamenwerking Cordaid leende hen geld om de aandelen te kopen en beheert de aandelen.

## Naam en logo
Kuyichi is de naam van de Peruaanse god van de regenboog. De legende gaat dat deze god van de Taquile-indianen boos op ze werd. Hij ontnam ze alle kleuren. Door het weven van schitterende dekens werden aan de Indianen de kleuren van de regenboog teruggeschonken.
Het logo is een cirkel met een plusteken erin. De cirkel staat voor de wereld en het plusteken duidt op positief.

## Visie en praktijk
Het bedrijf streeft naar eerlijke handel en duurzaamheid, tegelijk moet het economisch verantwoord en rendabel zijn. Kuyichi is aangesloten bij enkele externe controle-organen om toezicht op het bereiken van hun vooropgestelde doelen op vlak van arbeidsomstandigheden en milieu toe te laten. Zo is het bedrijf sinds begin 2005 lid van Made-By, een organisatie die in 2004 door Solidaridad werd opgericht om bedrijven te begeleiden en beoordelen op vlak van duurzame productie. Op vlak van maatschappelijk verantwoord ondernemen streeft Made-By naar een Social Accountability 8000 Standard-certificering (SA8000) voor alle bedrijven. Een SA8000-certificaat houdt in dat een bedrijf voldoet aan een aantal vereisten die gebaseerd zijn op de Universele verklaring van de rechten van de mens en op conventies van de Internationale Arbeidsorganisatie, de Verenigde Naties en nationale wetgeving. Omdat verschillende organisaties uiteenlopende standaarden hanteren, deelt Made-By deze in volgens de mate van zwaarte en overeenstemming met de SA8000: klasse A is de hoogste categorie en klasse C de laagste. Klasse C is een begin en is nog altijd beter dan geen categorie. Tot eind 2013 was Kuyichi ook lid van het Business Social Compliance Initiative (BSCI). In juli 2013 werd Kuyichi lid van de Fair Wear Foundation (FWF), een Europese organisatie die specifiek voor de kledingindustrie toezicht houdt op de arbeidsomstandigheden. De FWF-normen worden beschouwd als klasse A. In 2008 sloot Kuyichi aan bij de Climate Neutral Group, een organisatie die streeft naar klimaatneutraal ondernemen.

### Eerlijke handel
Eerlijke handel betekent sociaal verantwoord ondernemen, op basis van ethisch correcte arbeidsomstandigheden. Zo verdienen de Peruaanse katoenboeren dankzij Kuyichi een normaal salaris aan hun oogst. Ze krijgen een gegarandeerde minimumprijs voor de geteelde katoen, ongeacht de schommelingen van de prijs op de wereldmarkt.
In het jaarverslag 2013 van Kuyichi stelt Made-By vast dat 97% van de leveranciers van Kuyichi voldoet aan de vereisten van klasse A of klasse B. 12% van de productie gebeurde in bedrijven met een SA8000-certificaat of in lage-risico-landen. 85% van de productie gebeurde in bedrijven die voldeden aan de BSCI-vereisten - in 2012 was dat nog slechts 46%. De BSCI-vereisten liggen iets lager dan die van SA8000 en krijgen daarom klasse B toegewezen.
In het evaluatierapport van de FWF van 2014 (evaluatie van het jaar 2013) kreeg Kuyichi een benchmark-score van 39, waarmee het in de categorie "goed" viel. Voor 2014 moet de score stijgen om in dezelfde categorie te kunnen blijven.

### Duurzaamheid
Kuyichi wil zoveel mogelijk werken op basis van biologische katoen en daarnaast ook van bamboe, hennep en soja. Andere duurzame grondstoffen worden gevormd door gerecycleerd materiaal. Zo maakt Kuyichi sinds 2009 kledij op basis van gerecycleerde polyester van oude petflessen.
In het kader van duurzame kledij nam Kuyichi in 2013 het initiatief om oude jeansbroeken te laten recycleren. Klanten kunnen in Nederland jeans van eender welk merk binnenbrengen. Ze krijgen in ruil een aankoopbon van € 10 voor de aankoop van een nieuwe jeans van Kuyichi. De vezels van de broekspijpen van de oude jeans worden gemengd met nieuwe vezels, waarvan dan terug garen wordt gesponnen voor jeans of T-shirts.
In 2014 kreeg Kuyichi een B als duurzaamheidsscore van Rank a Brand. Dit houdt in dat ze goed op weg zijn en tot de meer duurzame merken horen, maar nog verbeterpunten hebben. Het belangrijkste verbeterpunt betreft acties en resultaten rond het verminderen van de CO2-uitstoot. Ook op vlak van arbeidsomstandigheden is nog verbetering mogelijk.
In het Kuyichi-jaarverslag 2013 werd aangegeven dat het bedrijf dat jaar voor het eerst uitsluitend nog biologische katoen gebruikte en helemaal geen conventionele meer. De biologische katoen was goed voor 95% van de grondstoffen. Aanvullend gebruikte Kuyichi nog gerecycleerd materiaal en lyocell. Volgens de normen van Made-By resulteerde dit in een score van 96% in klasse B, tegenover 90,7% in 2012. De gerecycleerde katoen was goed voor een score van 1,9% in klasse A.

## Productie en verkoop
In 2007 produceerde Kuyichi 385.253 stuks. 30% daarvan werd in Tunesië geproduceerd, 27% in Turkije, 20% in China, 16% in Peru, 4% in Nederland, 3% in India en een kleine restfractie in Macau. 61% van de productie betrof jeans en 39% niet-jeans. In de loop der jaren verschoof de productie. In 2013 werd 87% in Turkije geproduceerd, 6% in India, 6% in Portugal en 1% in China. Aanvullend gebeurde productie in Italië, Polen, Tunesië, Griekenland en Peru.
In 2007 werd kledij van Kuyichi verkocht in meer dan 650 winkels in 13 landen. Om de verkoop te stimuleren werden vanaf 2010 in verschillende landen eigen merkwinkels geopend: in Engeland, Ierland, Frankrijk en Duitsland.
De omzet in 2010 bedroeg 10 miljoen euro. Voor 2011 werd deze op 21 miljoen euro geraamd.

## Problemen en kritiek
In 2011 verscheen in het NRC Handelsblad zware kritiek rond verschillende aspecten van het bedrijf. Nederlandse ontwikkelingsorganisaties zouden miljoenen geïnvesteerd hebben in het bedrijf, terwijl dit nog geen euro winst had opgeleverd. De verliezen zouden toegenomen zijn van 1,5 miljoen euro in 2008 tot 5,5 miljoen euro in 2010. Het aandeel van de Peruviaanse boeren in het bedrijf zou gedaald zijn tot slechts 4%. De twee kerndoelstellingen van het bedrijf - sociaal verantwoord ondernemen en werken op basis van biologische producten van Peruviaanse biologische landbouw - zouden niet gehaald worden. Wat betreft het sociaal verantwoord ondernemen, zou een Tunesisch bedrijf dat broeken maakte voor Kuyichi onvoldoende zorg gedragen hebben voor de werknemers: zo werden overuren niet volledig uitbetaald. Een Turks bedrijf, dat wel voldeed, zou een deel van de productie uitbesteed hebben aan niet-gecertificeerde naaiateliers. Wat betreft het werken op basis van biologische producten, zou geen enkele broek gemaakt zijn van Peruviaans biologisch katoen en ook voor de andere kledij kwam de katoen na 2006 uit andere landen.
Solidaridad reageerde hierop met een bericht waarin het bevestigde dat het behalen van dergelijke doelstellingen tijd vraagt, maar dat er actief naar toegewerkt werd. Het bedrijf was zo vastberaden dat het in het verleden reeds directieleden had ontslagen omdat de vooruitgang in de richting van meer duurzaamheid niet groot genoeg was. Het bedrijf moest ook zelf zijn weg zoeken in een ingewikkelde wereld en dit zonder voorbeelden of leidraad. De kritiek zou ook te weinig rekening houden met de actuele toestand van het bedrijf. In 2011 zou 85% van de jeans gemaakt worden op basis van biologische katoen en 52% van de productie gebeuren in sociaal gecertificeerde ateliers. Voor 2012 zou dit 70% bedragen.
Bij de opstart van Kuyichi waren er problemen, er was zelfs sprake van fraude. Het bedrijf heeft toen de verantwoordelijke directeur ontslagen en zelfs een gedeeltelijke schadevergoeding gekregen. Tot 2011 waren er zelfs al drie directiewisselingen gebeurd, wat de moeilijkheden van uiteenlopende aard illustreert. Bij de opstart waren er 76 verkooppunten. Wegens organisatieproblemen kon echter niet altijd tijdig geleverd worden, waardoor het aantal verkooppunten de eerste jaren daalde. Langzaam herstelde het bedrijf zich, waardoor er begin 2012 reeds een 370 verkooppunten waren in Europa.
Begin 2012 werd weer een directielid ontslagen.
Op 8 december 2015 werd Kuyichi International B.V. failliet verklaard door de rechtbank in Haarlem (Noord-Holland).
Begin 2016 meldde Floortje Dessing dat haar bedrijf Nukuhiva Kuyichi had overgenomen.